# Clima estepario
El clima estepario, de estepa o clima semiárido templado y frío es un clima semiárido característico de los ecosistemas de estepa. De acuerdo con la clasificación climática de Köppen se denomina BSk y agrupa a los climas semiáridos que tengan una temperatura media anual inferior a 18 °C. Las precipitaciones pueden estar entre 200 y 500 mm aproximadamente. El término "estepario" alude a las estepas, las cuales son ecosistemas de pastizales sin árboles de climas fríos o templados situados desde Ucrania y el Asia Central hasta Manchuria en el Extremo Oriente; pero en sentido amplio, la estepa incluye otras regiones como las praderas y llanuras de Norteamérica, Pampa seca y parte de los Andes en Sudamérica, Veld sudafricano y Outback australiano.
La denominación BSk viene de B = clima seco, S = estepa y k = frío, en este sentido, se suele considerar al clima estepario como sinónimo de semiárido, sin embargo, se considera que las estepas son herbazales templados y fríos, mientras que los herbazales cálidos se denominan sabanas, por lo que en la bibliografía hispanoamericana por ejemplo, es común diferenciar a los climas estaparios o estepáricos del de las regiones de sabana, en donde se habla de clima seco tropical o de clima de sabana.
En líneas generales, puede haber los siguientes subtipos:

## Clima estepario templado

### Clima templado semiárido
El clima templado semiárido o templado seco (BSkw) presenta lluvia en verano y es un clima de latitudes medias de influencia monzónica. En México se encuentra en las elevaciones semiáridas de piedemonte de la Sierra Madre Occidental; en Perú está en la ecorregión de Serranía esteparia; en Bolivia ocurre en la Puna seca; en Sudáfrica está en parte del Alto Veld y en el Tíbet en parte de la Meseta tibetana. Este clima fue llamado por Köppen clima del espinal, en alusión a la ecorregión terrestre espinal, pues en Argentina ocupa las regiones llamadas Pampa seca o Espinal, en donde la vegetación es de estepas arbustivas xerófilas, pastos duros y árboles espinosos.

### Clima mediterráneo continentalizado
El clima mediterráneo continentalizado seco (BSks) presenta gran sequía en verano. Es un clima templado-mediterráneo y tiene cierta continentalidad, ya que presenta una importante oscilación térmica anual. También es llamado clima sirio. Se presenta en países mediterráneos, como España, en donde está la vegetación del bosque esclerófilo y semi-caducifolio ibérico; también se encuentra en la Sierra Nevada de California (EE. UU.), Chile central y Cercano Oriente.

## Clima estepario continental

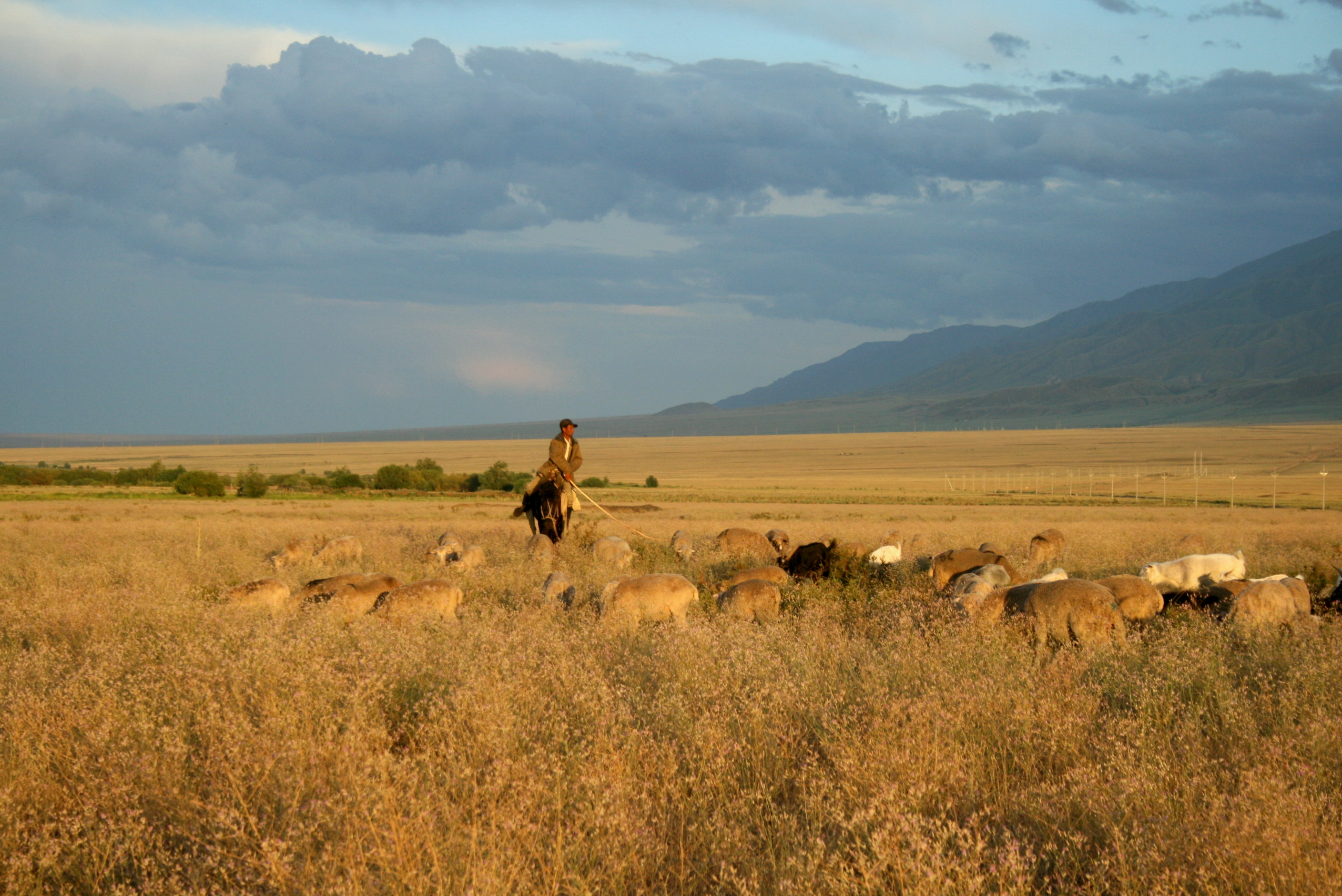
Pastoreo en las estepas de Asia Central (Kazajistán).

Clima de estepa semiárido de gran oscilación térmica e invierno helado. Köppen inicialmente usó las denominaciones clima de las praderas, clima del Burán o clima del saxaúl, esta última planta típica de las estepas del Asia central y desierto de Gobi. Puede ser a su vez de dos tipos:

### Clima estepario continental monzónico
El clima estepario continental monzónico (BSkw): En verano hay una estación lluviosa corta y por lo general está relacionado con el clima continental monzónico. Se da en las estepas de Asia Central, en el desierto de Gobi y otras zonas semiáridas del extremo oriente; también en las llanuras y praderas de Norteamérica. 

### Clima estepario continental mediterráneo
El clima estepario continental mediterráneo (BSks): En invierno hay una estación nevada corta y por lo general está relacionado con el clima continental mediterráneo. Se da en las montañas del Medio Oriente y en otras tierras altas como la Región Intermontañosa del Oeste de Estados Unidos.